# Myristica uncinata
Myristica uncinata är en tvåhjärtbladig växtart som beskrevs av James Sinclair. Myristica uncinata ingår i släktet Myristica och familjen Myristicaceae. Inga underarter finns listade i Catalogue of Life.